# Cethosia schoutensis
Cethosia schoutensis är en fjärilsart som beskrevs av James John Joicey och Alfred Noakes 1915. Cethosia schoutensis ingår i släktet Cethosia och familjen praktfjärilar. Inga underarter finns listade i Catalogue of Life.